# Ytra Risholmen
Ne doit pas être confondu avec Risholmen ou Indra Risholmen.
Ytra Risholmen est une île norvégienne du comté de Hordaland appartenant administrativement à Kjerrgarden.

## Description
Rocheuse et désertique à l'exception de quelques arbres en son centre, elle s'étend sur environ 57 m de longueur pour une largeur approximative de 61 m.